# 八原博通
八原博通（1902年10月2日—1981年5月7日）是一位日本陆军军人。

## 生平
1902年出生于日本鸟取县米子市，1923年7月毕业于陆军士官学校 (日本)，1933年10月赴美交换，进入美国陆军指挥参谋学院，1935年12月回国，1944年3月20日担任第32军 (日本陆军)高级参谋参与冲绳岛战役。1945年7月15日被俘。
1981年5月7日逝世，享年78岁。